# Thailandia del Nord

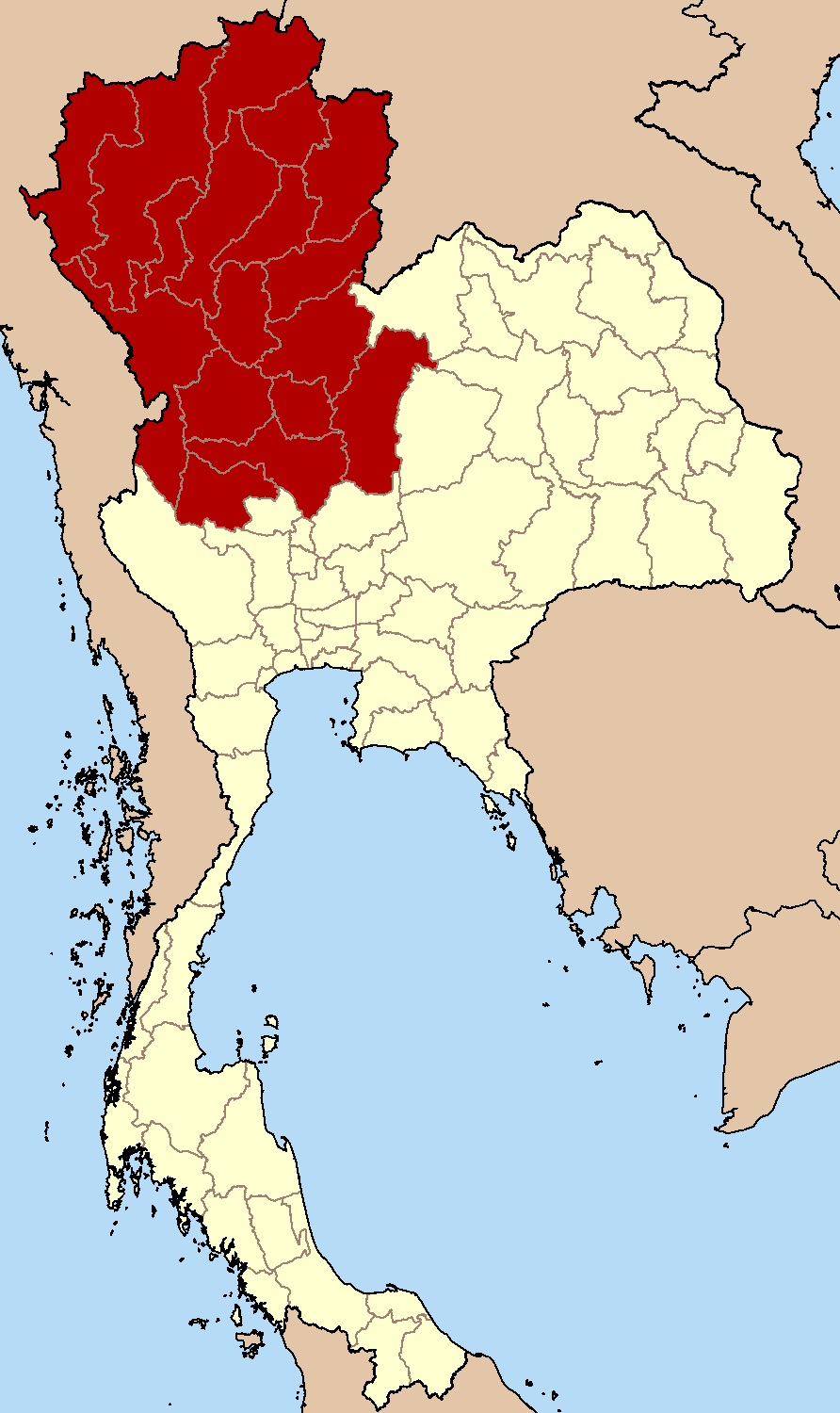
Thailandia del Nord nel sistema a quattro macro-regioni

La Thailandia del Nord è una delle macro-regioni in cui è suddivisa la Thailandia. Esistono due sistemi di suddivisioni in macro-regioni, entrambi non hanno connotazioni di natura amministrativa. Nel sistema a quattro macro-regioni, che è quello storicamente legato alla vecchia suddivisione in monthon operata dal Ministero dell'Interno, la Thailandia del Nord comprende 17 province. Nel sistema a sei macro-regioni, istituito dal Consiglio Nazionale di Ricerca thailandese nel 1978, ne comprende 9.

## Suddivisioni

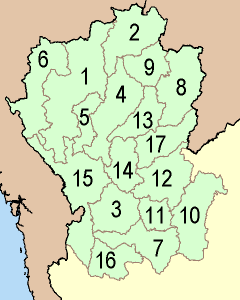
La suddivisione delle province nel sistema a quattro macro-regioni

Thailandia del Nord nel sistema a quattro macro-regioni:
1. Chiang Mai (เชียงใหม่)
2. Chiang Rai (เชียงราย)
3. Kamphaeng Phet (กำแพงเพชร)
4. Lampang (ลำปาง)
5. Lamphun (ลำพูน)
6. Mae Hong Son (แม่ฮ่องสอน)
7. Nakhon Sawan (นครสวรรค์)
8. Nan (น่าน)
9. Phayao (พะเยา)
10. Phetchabun (เพชรบูรณ์)
11. Phichit (พิจิตร)
12. Phitsanulok (พิษณุโลก)
13. Phrae (แพร่)
14. Sukhothai (สุโขทัย)
15. Tak (ตาก)
16. Uthai Thani (อุทัยธานี)
17. Uttaradit (อุตรดิตถ์)

Thailandia del Nord nel sistema a sei macro-regioni
- Chiang Mai (เชียงใหม่)
- Chiang Rai (เชียงราย)
- Lampang (ลำปาง)
- Lamphun (ลำพูน)
- Mae Hong Son (แม่ฮ่องสอน)
- Nan (น่าน)
- Phayao (พะเยา)
- Phrae (แพร่)
- Uttaradit (อุตรดิตถ์)

Nel sistema a sei macro-regioni, le province di Kamphaeng Phet, Nakhon Sawan, Phetchabun, Phichit, Phitsanulok, Sukhothai e Uthai Thani fanno parte della Thailandia Centrale, mentre la provincia di Tak fa parte della Thailandia dell'Ovest

## Geografia fisica
La Thailandia del Nord è attraversata da diverse catene montuose collegate tra loro, che sono le propaggini sud-orientali della catena himalayana e che si trovano per la maggior parte lungo la direttrice nord-sud. Grazie a questi rilievi, la regione gode di un clima più temperato rispetto alle altre regioni del paese. La catena dei monti Daen Lao (ทิวเขาแดนลาว), propaggine sud-est delle catene che attraversano l'altopiano Shan, occupa la parte occidentale della regione e si unisce ai monti Dawna (ทิวเขาดอยมอนกุจู), che demarcano la frontiera con la Birmania.
Parallela ai monti Dawna si trova la catena dei monti Thanon Thong Chai (เทือกเขาถนนธงชัย), la cui cima più alta, il monte Doi Inthanon, con i suoi 2.565 metri è anche il punto più alto del paese e uno dei più alti del Sud-est asiatico. Verso il centro della regione, parallela ai monti Thanon Thong Chai si erge la catena dei monti Khun Tan (อยขุนตาน), che non fa però parte dell'altopiano Shan, le cui rocce hanno una conformazione geologica diversa. Nella zona orientale, la catena dei monti Phi Pan Nam (ทิวเขาผีปันน้ำ) e parte dei monti di Luang Prabang (ะทิวเขาหลวงพระบาง) costituiscono la frontiera con il Laos e delimitano la valle del Mekong. In molte altre zone orientali del paese, è invece lo stesso Mekong che demarca la frontiera con il Laos.
Quest'area montuosa è solcata da diverse valli che, grazie anche all'estrema piovosità annua, sono molto fertili. La maggior parte dei fiumi scorrono tutti verso sud e rientrano nel bacino idrografico del fiume Chao Phraya, che si forma però nella Thailandia Centrale, nel punto in cui confluiscono i fiumi Nan, che bagna l'omonima provincia settentrionale, e Ping, il fiume di Chiang Mai. Altri corsi d'acqua importanti sono quelli del Wang e dello Yom. Fiumi minori sono quelli che affluiscono ad ovest nel Mekong, tra questi vi sono il Kok e l'Ing.
Nel sistema di suddivisione in quattro macro-regioni, fanno parte della Thailandia settentrionale anche le province di Phetchabun, Phichit, Phitsanulok, Phrae, Sukhothai, Uthai Thani e Uttaradit, prevalentemente pianeggianti. In tale sistema, viene compresa anche la montuosa provincia di Tak.